# Mollkirch
Mollkirch [mɔlkiʁʃ]  est une commune française située dans la circonscription administrative du Bas-Rhin et, depuis le 1er janvier 2021, dans le territoire de la Collectivité européenne d'Alsace, en région Grand Est.
Cette commune se trouve dans la région historique et culturelle d'Alsace.

## Géographie

### Situation

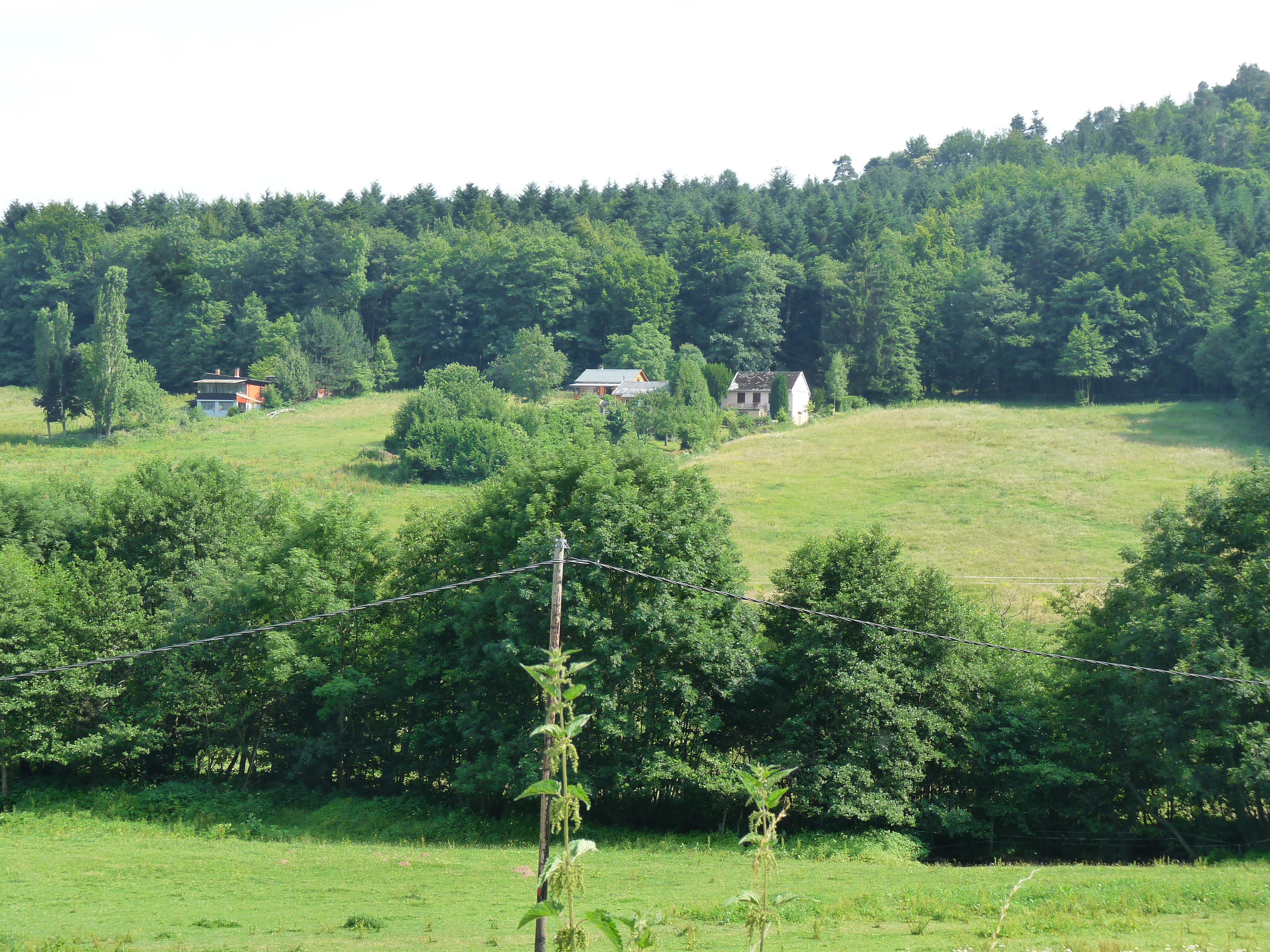
Vallée de la Magel.

La localité est arrosée par la Magel, un affluent de la Bruche.
Mollkirch est une commune de plus de 950 habitants située à 40 kilomètres à l'ouest de Strasbourg, en moyenne montagne (320 mètres d'altitude).
Mollkirch a toujours été coupée en deux, le village d'un côté et le lieu-dit de Laubenheim de l'autre à un kilomètre sur la route de Grendelbruch. C'est à Laubenheim que se trouvent les bâtiments les plus anciens (la chapelle du Kloesterlé). Le nom Laubenheim (littéralement domicile des tonnelles), est sûrement aussi ancien que Mollkirch.
| Niederhaslach       | Heiligenberg | Gresswiller |
| Muhlbach-sur-Bruche | Mollkirch    | Rosenwiller |
| Grendelbruch        | Rosheim      |             |

### Écarts et lieux-dits
La commune comprend, outre le village de Mollkirch proprement dit, plusieurs écarts tels que Fischutte, Floessplatz, la Gare, Laubenheim, Meyerhof ou le Moulin. quoique isolés dans la montagne, le château fort de Guirbaden et des maisons de forestier en font partie.

### Hydrographie
La commune est dans le bassin versant du Rhin au sein du bassin Rhin-Meuse. Elle est drainée par la Bruche, le ruisseau la Hasel, le ruisseau la Magel, le ruisseau Grand Ruchthal, le ruisseau Grendelbach et le ruisseau Lauterbach,.
La Bruche, d'une longueur de 77 km, prend sa source dans la commune de Urbeis et se jette  dans l'Ill à Strasbourg, après avoir traversé 37 communes. 

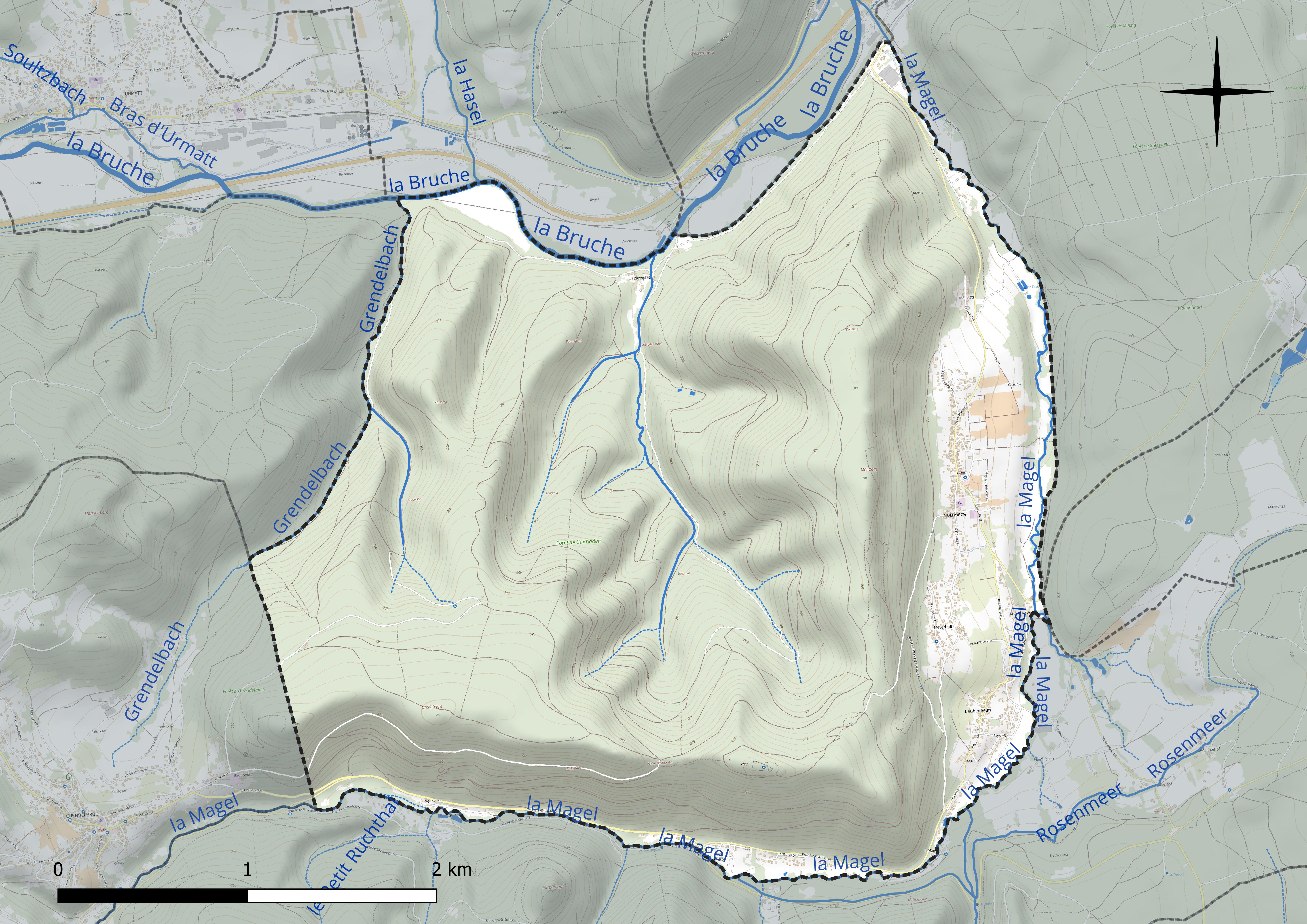
Réseau hydrographique de Mollkirch.

La Hasel, d'une longueur de 14 km, prend sa source dans la commune de Lutzelhouse et se jette  dans la Bruche sur la commune, après avoir traversé quatre communes. 
La Magel, d'une longueur de 17 km, prend sa source dans la commune de Ottrott et se jette  dans la Bruche à Heiligenberg, après avoir traversé sept communes. 

### Climat
Pour des articles plus généraux, voir Climat du Grand Est et Climat du Bas-Rhin.
En 2010, le climat de la commune est de type climat des marges montargnardes, selon une étude du Centre national de la recherche scientifique s'appuyant sur une série de données couvrant la période 1971-2000. En 2020, Météo-France publie une typologie des climats de la France métropolitaine dans laquelle la commune est exposée à un climat semi-continental et est dans la région climatique  Vosges, caractérisée par une pluviométrie très élevée (1 500 à 2 000 mm/an) en toutes saisons et un hiver rude (moins de 1 °C). 
Pour la période 1971-2000, la température annuelle moyenne est de 9,9 °C, avec une amplitude thermique annuelle de 17,2 °C. Le cumul annuel moyen de précipitations est de 890 mm, avec 10,7 jours de précipitations en janvier et 11,2 jours en juillet. Pour la période 1991-2020, la température moyenne annuelle observée sur la station météorologique de Météo-France la plus proche, « Le Hohwald_sapc », sur la commune du Hohwald à 12 km à vol d'oiseau, est de 8,8 °C et le cumul annuel moyen de précipitations est de 1 129,1 mm. 
La température maximale relevée sur cette station est de 35,6 °C, atteinte le 25 juillet 2019 ; la température minimale est de −20,5 °C, atteinte le 7 février 1991,,. 
Les paramètres climatiques de la commune ont été estimés pour le milieu du siècle (2041-2070) selon différents scénarios d'émission de gaz à effet de serre à partir des nouvelles projections climatiques de référence DRIAS-2020. Ils sont consultables sur un site dédié publié par Météo-France en novembre 2022.

## Urbanisme

### Typologie
Au 1er janvier 2024, Mollkirch est catégorisée commune rurale à habitat dispersé, selon la nouvelle grille communale de densité à sept niveaux définie par l'Insee en 2022.
Elle est située hors unité urbaine. Par ailleurs la commune fait partie de l'aire d'attraction de Strasbourg (partie française), dont elle est une commune de la couronne,. Cette aire, qui regroupe 268 communes, est catégorisée dans les aires de 700 000 habitants ou plus (hors Paris),.

### Occupation des sols
L'occupation des sols de la commune, telle qu'elle ressort de la base de données européenne d’occupation biophysique des sols Corine Land Cover (CLC), est marquée par l'importance des forêts et milieux semi-naturels (88 % en 2018), une proportion sensiblement équivalente à celle de 1990 (88,2 %). La répartition détaillée en 2018 est la suivante : forêts (88 %), zones urbanisées (4,8 %), cultures permanentes (4,5 %), prairies (1,1 %), zones agricoles hétérogènes (1 %), zones industrielles ou commerciales et réseaux de communication (0,6 %). L'évolution de l’occupation des sols de la commune et de ses infrastructures peut être observée sur les différentes représentations cartographiques du territoire : la carte de Cassini (XVIIIe siècle), la carte d'état-major (1820-1866) et les cartes ou photos aériennes de l'IGN pour la période actuelle (1950 à aujourd'hui).

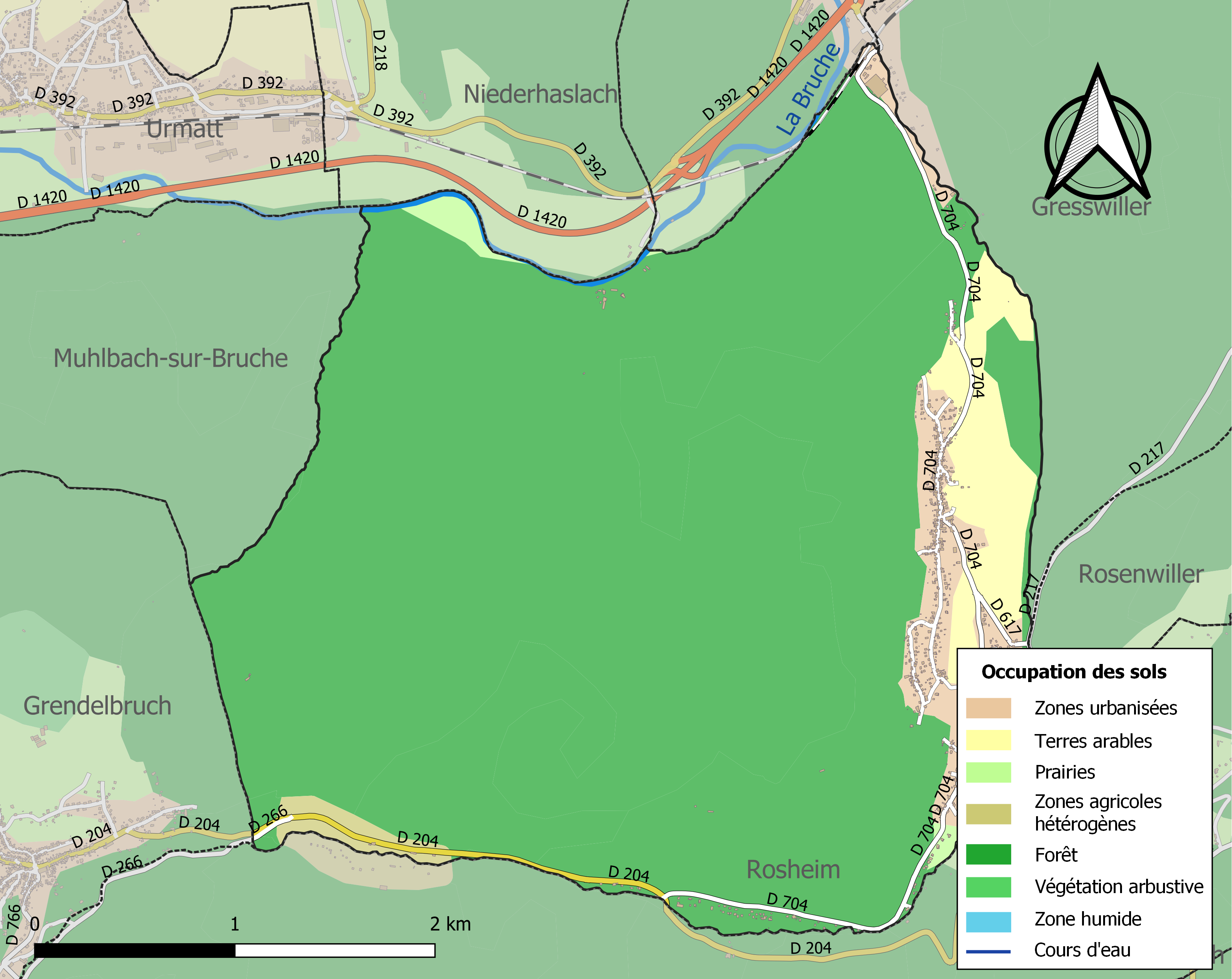
Carte des infrastructures et de l'occupation des sols de la commune en 2018 (CLC).

## Histoire
Le nom de Mollkirch est dérivé de Magel-Kirch, puis Mahlkirch, l'église sur la rivière Magel. Le nom de Mahlkirch apparaît déjà en 1220. On peut en déduire qu'il existait une église à cette date. Ce n'est pas avant le XIXe siècle que Mahlkirch a été renommée Mollkirch.
Mollkirch était une commune surtout forestière et agricole avec quelques fermes. La tradition d'élevage de moutons existe encore dans le village, mais ces bêtes ont surtout cédé leur place aux chevaux. Mollkirch est depuis quelques années un endroit prisé pour mettre son cheval en pension. Il y a également des arbres fruitiers (cerises, mirabelles, quetsches, pommes, noix). En automne, Mollkirch devient une destination très populaire grâce à ses châtaigniers.

### Héraldique
| Blason de Mollkirch | Blason  | D'argent au lion de gueules, armé et couronné d'or. |
| Blason de Mollkirch | Détails |                                                     |

## Politique et administration
| Période                                  | Période   | Identité         | Étiquette        | Qualité |
| ---------------------------------------- | --------- | ---------------- | ---------------- | ------- |
| mars 2001                                | mars 2008 | Richard Schleiss |                  |         |
| mars 2008                                | mai 2020  | Daniel Degrima   | Debout la France |         |
| mai 2020                                 | En cours  | Mario Troestler  |                  |         |
| Les données manquantes sont à compléter. |           |                  |                  |         |

## Démographie
L'évolution du nombre d'habitants est connue à travers les recensements de la population effectués dans la commune depuis 1793. Pour les communes de moins de 10 000 habitants, une enquête de recensement portant sur toute la population est réalisée tous les cinq ans, les populations de référence des années intermédiaires étant quant à elles estimées par interpolation ou extrapolation. Pour la commune, le premier recensement exhaustif entrant dans le cadre du nouveau dispositif a été réalisé en 2005.

En 2022, la commune comptait 881 habitants, en évolution de −5,06 % par rapport à 2016 (Bas-Rhin : +3,17 %, France hors Mayotte : +2,11 %).
| 1793 | 1800 | 1806 | 1821 | 1831  | 1836 | 1841 | 1846 | 1851  |
| ---- | ---- | ---- | ---- | ----- | ---- | ---- | ---- | ----- |
| 622  | 592  | 762  | 835  | 1 072 | 964  | 955  | 982  | 1 008 |

| 1856 | 1861  | 1866 | 1871 | 1875 | 1880 | 1885 | 1890 | 1895 |
| ---- | ----- | ---- | ---- | ---- | ---- | ---- | ---- | ---- |
| 957  | 1 010 | 949  | 830  | 789  | 779  | 685  | 664  | 650  |

| 1900 | 1905 | 1910 | 1921 | 1926 | 1931 | 1936 | 1946 | 1954 |
| ---- | ---- | ---- | ---- | ---- | ---- | ---- | ---- | ---- |
| 682  | 655  | 594  | 536  | 503  | 523  | 564  | 510  | 443  |

| 1962 | 1968 | 1975 | 1982 | 1990 | 1999 | 2005 | 2006 | 2010 |
| ---- | ---- | ---- | ---- | ---- | ---- | ---- | ---- | ---- |
| 472  | 428  | 451  | 451  | 552  | 765  | 920  | 933  | 962  |

| 2015 | 2020 | 2022 | - | - | - | - | - | - |
| ---- | ---- | ---- | - | - | - | - | - | - |
| 925  | 896  | 881  | - | - | - | - | - | - |

Population provisoire pour 2005 : 920.

Population fin 2008 : 950.

## Patrimoine
Située à Laubenheim, la chapelle de la Vierge est connue sous le nom de Kloesterle. Elle est partiellement inscrite aux monuments historiques depuis 1937.

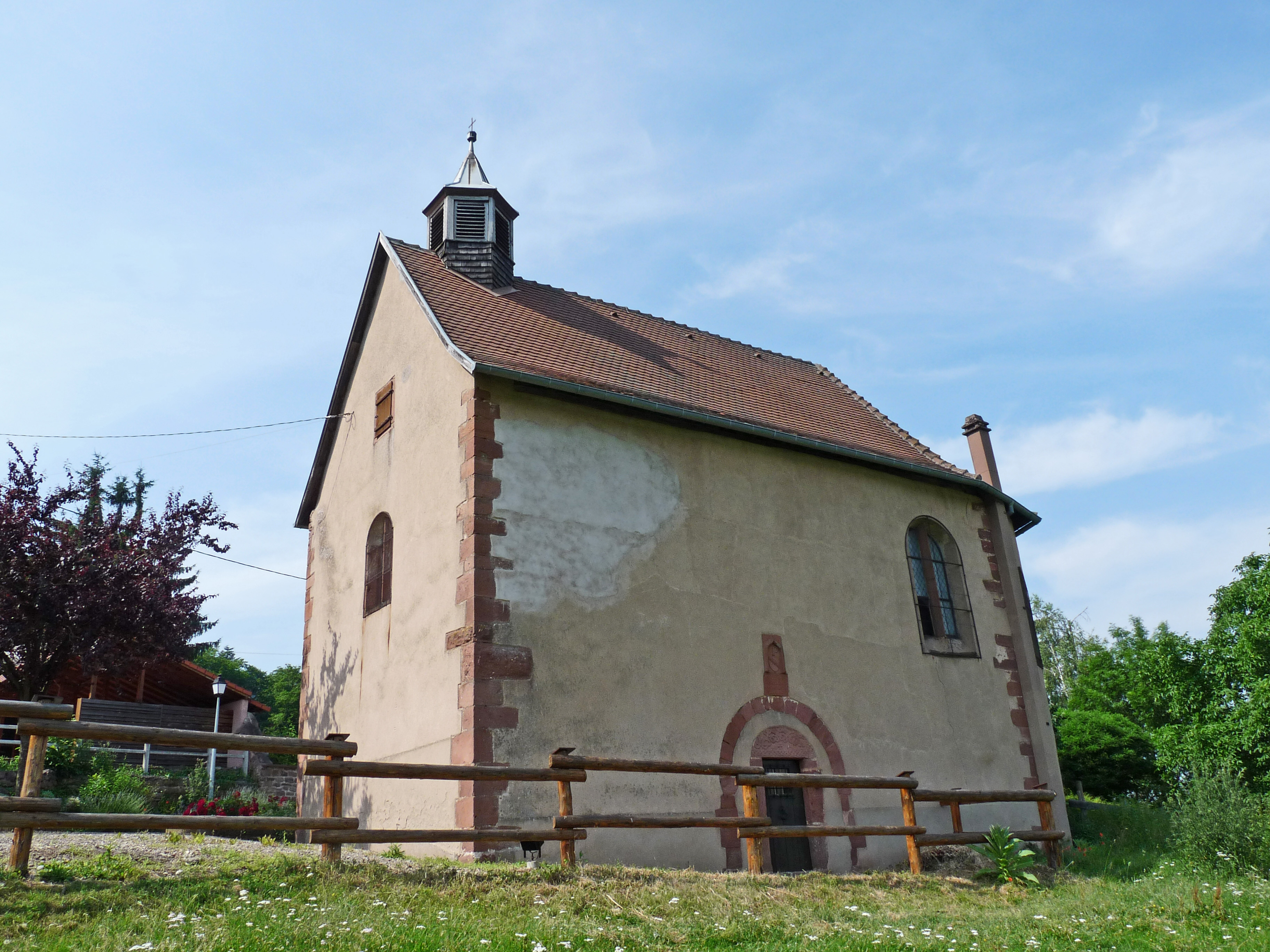
La chapelle.
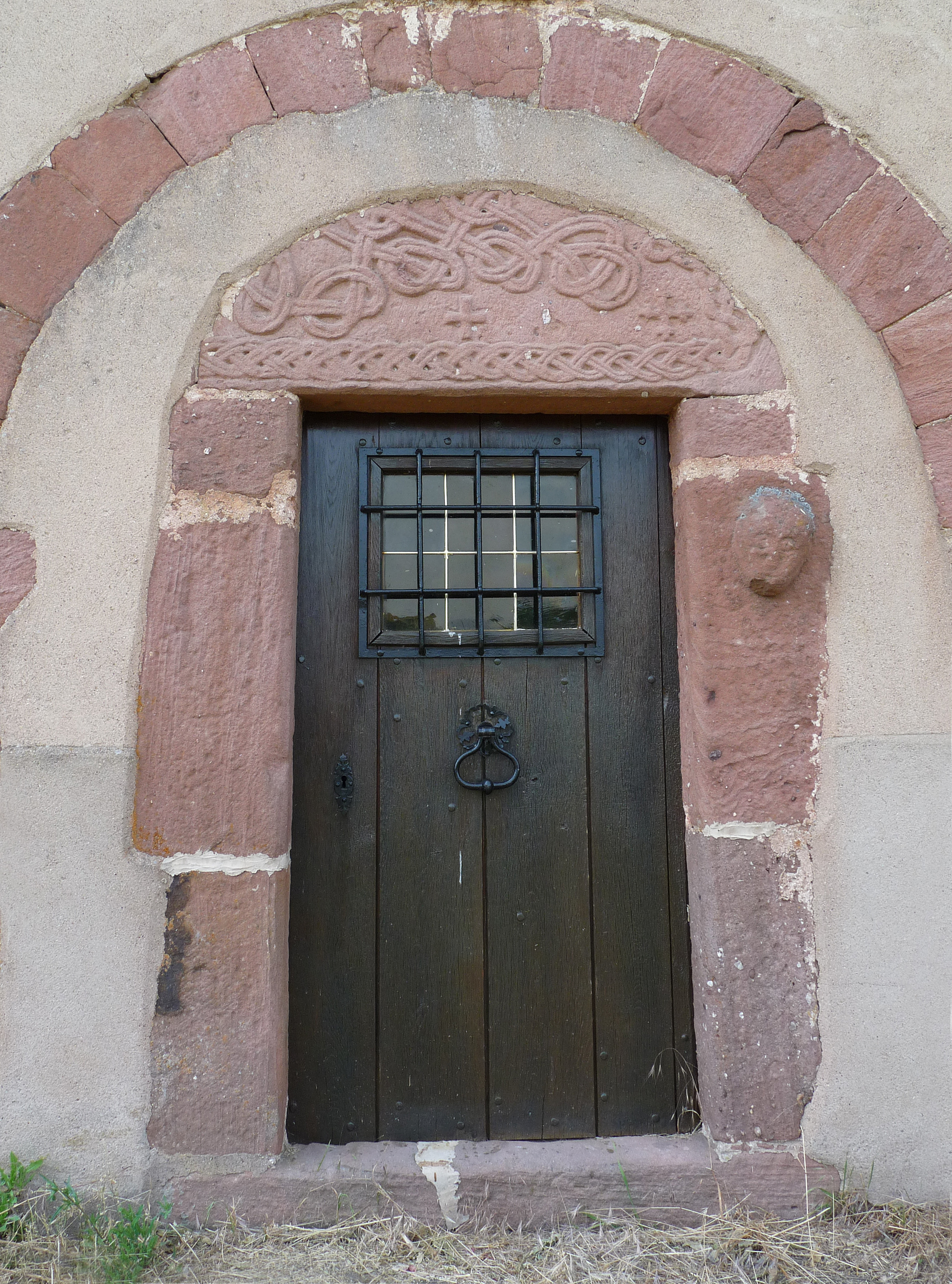
Porte romane.
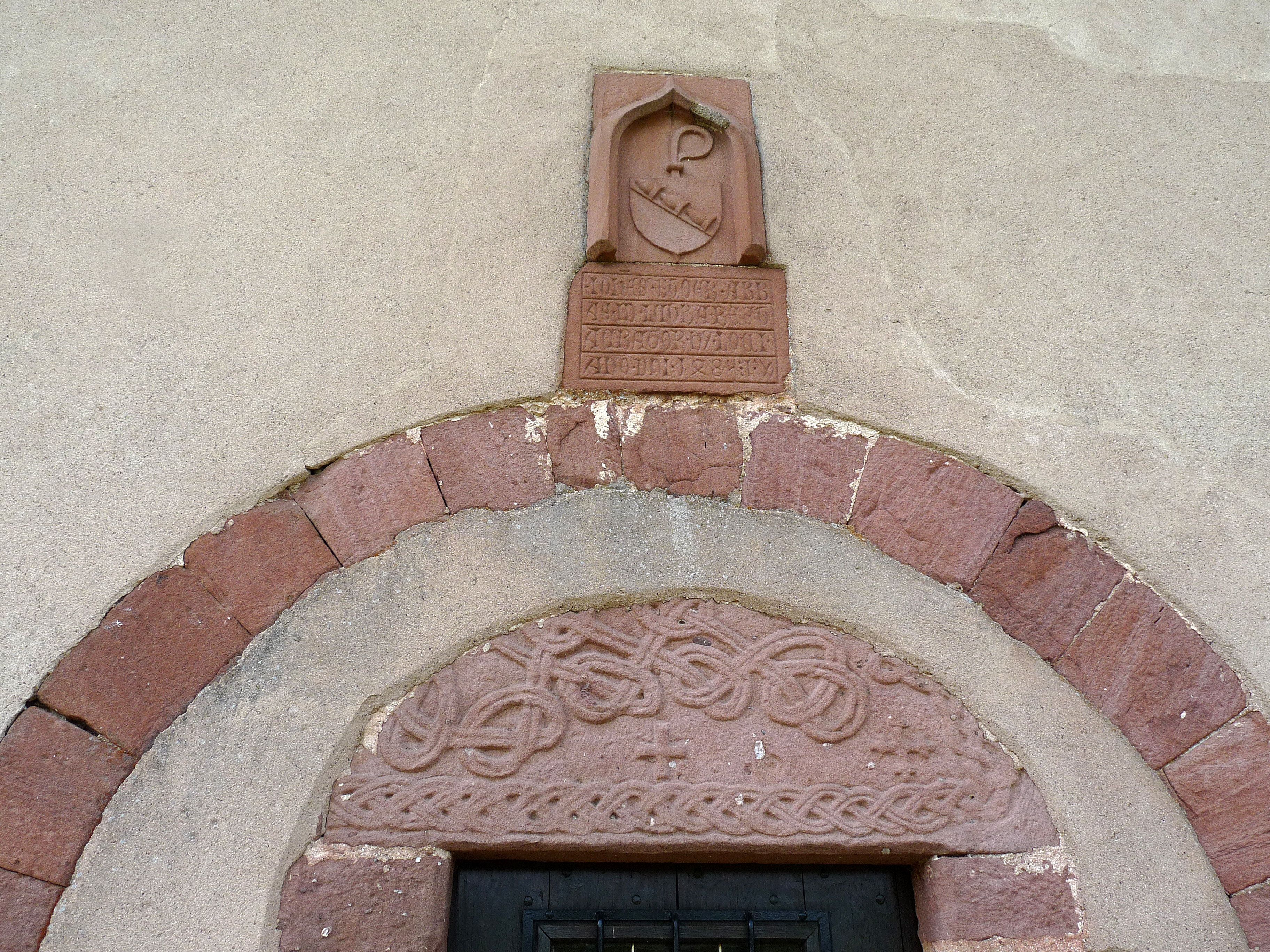
Tympan roman.
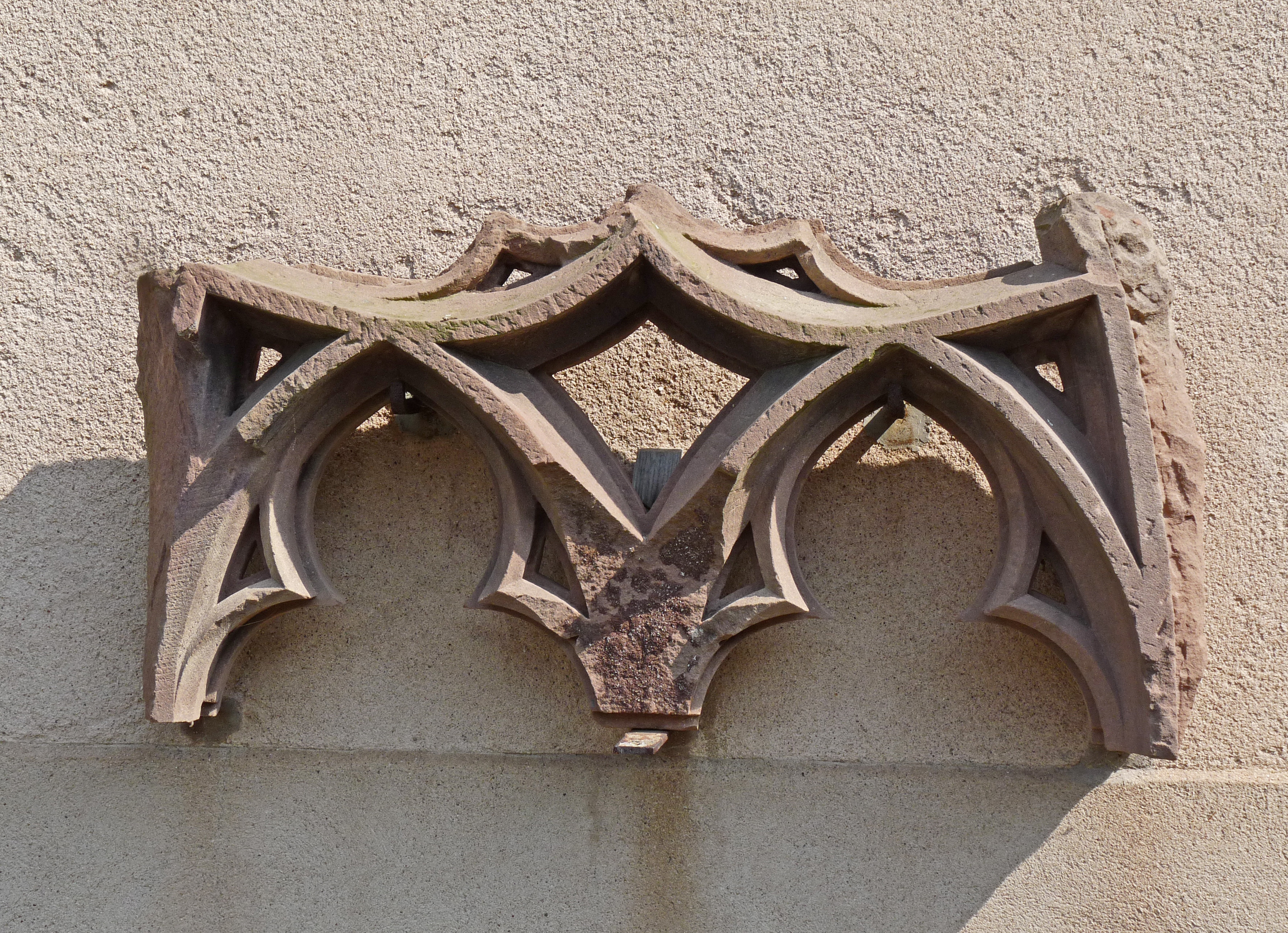
Détail.

## Économie
Mollkirch possède encore aujourd'hui une grande scierie et une entreprise de véhicules forestiers, toutes deux installées dans la vallée de la Bruche, ainsi qu'un charpentier et un menuisier installés dans le village.
De nos jours, Mollkirch est surtout une commune dite « dortoir » et, grâce à la voie rapide de la vallée de la Bruche et l'autoroute A352, est devenue très populaire pour les gens travaillant à Strasbourg.

## Jumelages

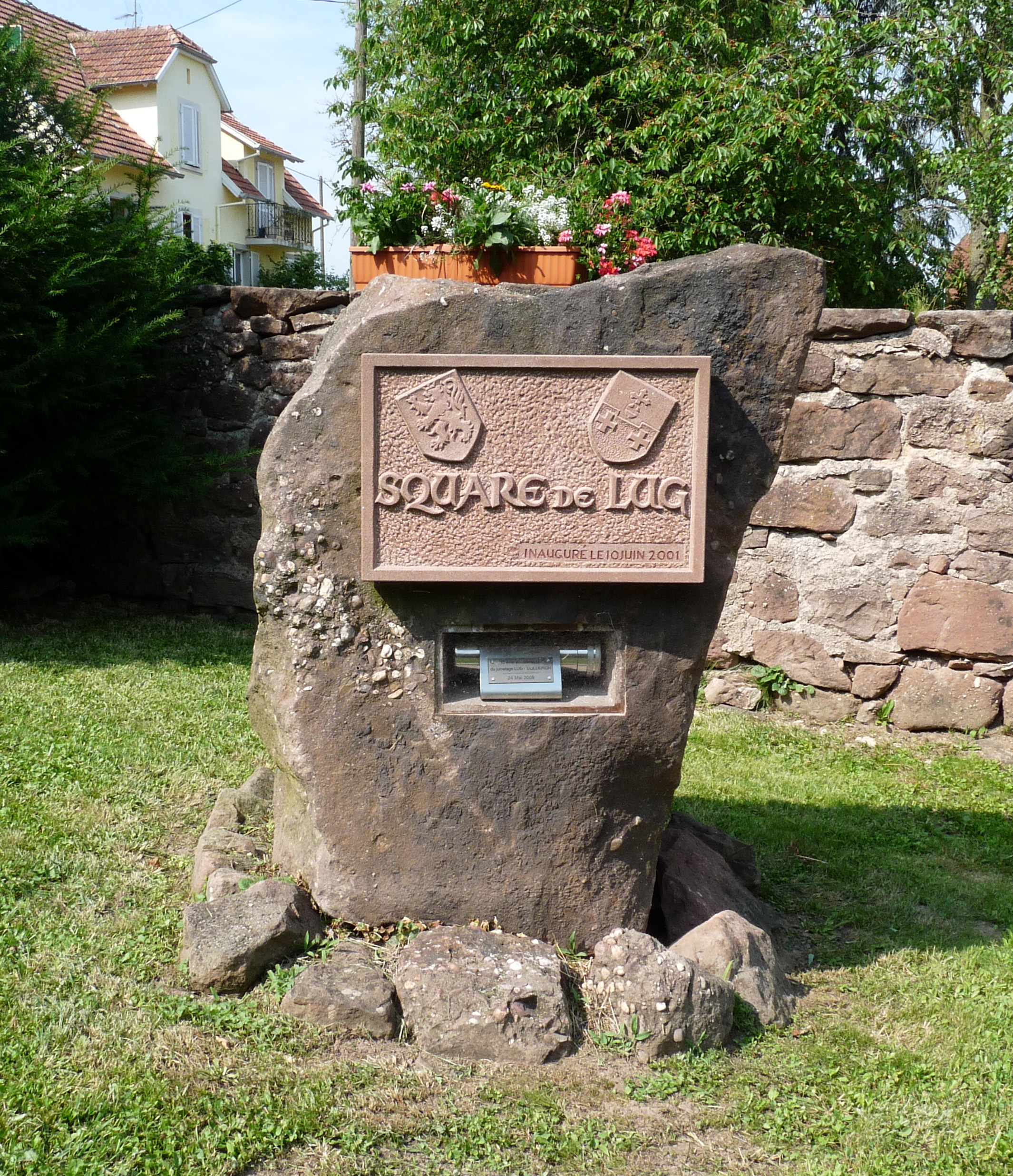
Square de Lug.

- Lug (Allemagne).

## Lieux et monuments
- Château de Guirbaden.
- Gare de Heiligenberg-Mollkirch.

## Événements et fêtes à Mollkirch
- Plusieurs fêtes se donnent à Mollkirch, comme la fête de la Magel, la fête de la Châtaigne ou bien encore le festival de musique La Mi Moll.